# Umspannwerk Bruckdorf

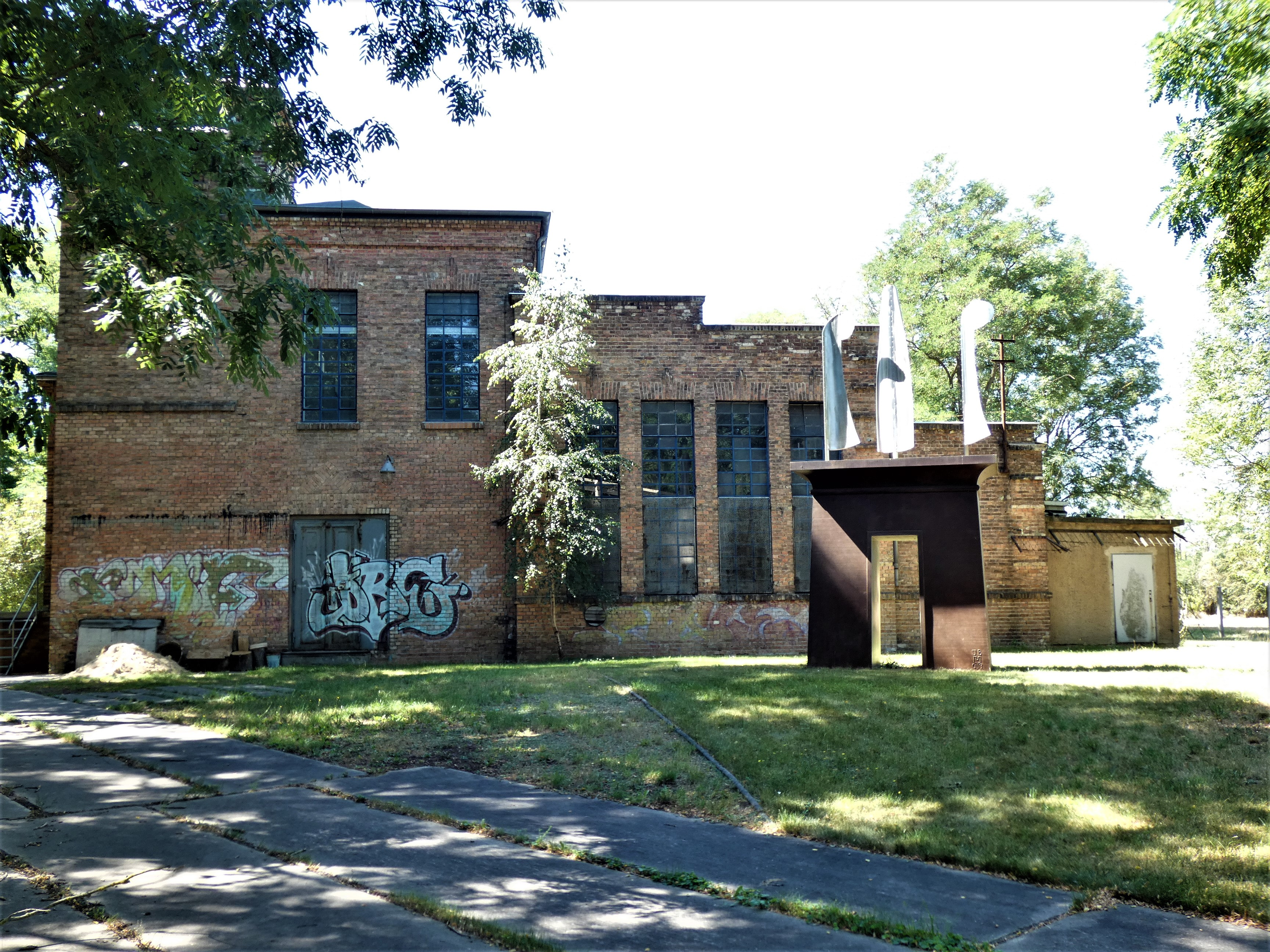
Umspannwerk Bruckdorf mit Metallskulptur (2020)

Das Umspannwerk Bruckdorf ist ein für das Stromnetz in der heutigen Stadt Halle (Saale) errichtetes Gebäude, das unter Denkmalschutz steht.

## Geschichte und Lage
Neben dem Umspannwerk am Hallmarkt und dem Umspannwerk am Stadtpark entstanden im heutigen Stadtgebiet von Halle in den 1920er-Jahren auch in der Klosterstraße und beim südöstlich gelegenen Bruckdorf – bis 1950 Teil des Saalkreises – solche Einrichtungen für das Stromnetz. Das Umspannwerk wurde an der Reide erbaut, wo man gerade zu dieser Zeit Braunkohlengruben zu einem Großtagebau vereinigte. Diese ehemalige Tagebaufläche wird heute vom Osendorfer See eingenommen, nahe dessen Ostufer das Umspannwerk steht. Heute befindet sich hier die Stadtgrenze zum Saalekreis. Einige Kilometer weiter östlich – beim Kohlekraftwerk Gröbers – entstand 1927 das Umspannwerk Gröbers.

## Baubeschreibung
Der Backsteinbau, der zirka 20 Meter breit und 40 Meter lang ist, zeichnet sich durch zwei Türme im Nordosten, verschieden gestaltete Fenster, eine abgestufte Nordfassade und Gesimsbänder aus. Die Höhe der zusammengefügten Bauten variiert zwischen einer und zwei Etagen. Die Türme weisen Mansardflachdächer auf, der Hauptbau ein Walmdach, andere Bauteile Flachdächer. An der Fassade findet sich zudem geometrischer Dekor in der Formensprache des Expressionismus, der für viele der Bauten der 1920er Jahre typisch ist – etwa für das Transformatorenhaus Huttenstraße oder das Transformatorenhaus Rudolf-Breitscheid-Straße. Das Umspannwerk ist als Baudenkmal im Denkmalverzeichnis mit der Erfassungsnummer 094 96048 eingetragen. Im Areal wurden mehrere Metallskulpturen aufgestellt.